# Strmovo (gmina Lajkovac)
Strmovo (cyr. Стрмово) – wieś w Serbii, w okręgu kolubarskim, w gminie Lajkovac. W 2011 roku liczyła 306 mieszkańców.